# Штрудльхофские лестницы

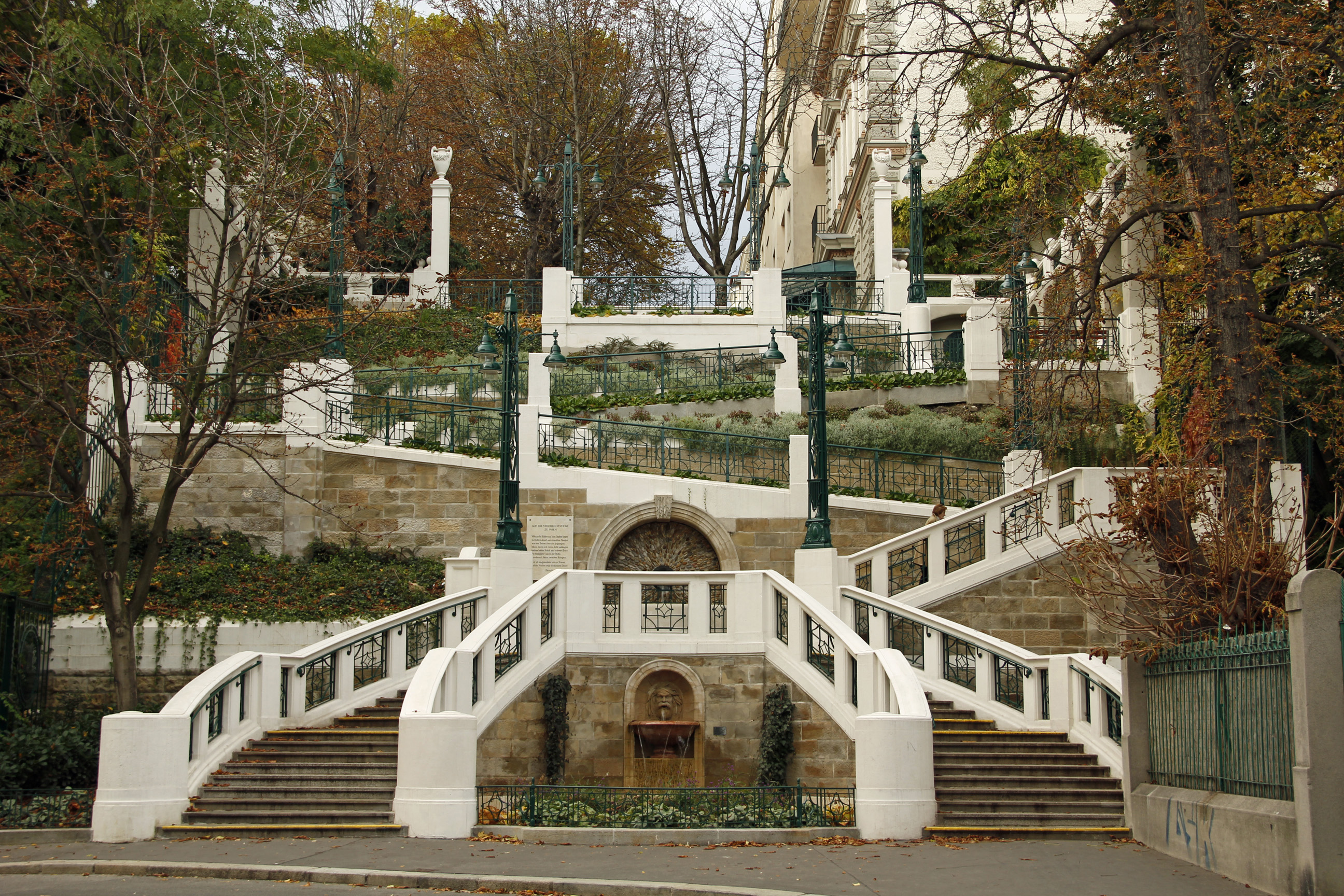

Штрудльхофские лестницы — лестницы, расположенные в венском округе Альзергрунд, на пересечении улиц Штрудльгофгассе, Верингерштрассе и Лихтенштайштрассе. Считаются памятником архитектуры стиля модерн.
Лестницы были построены по проекту архитектора Иоганна Теодора Эгера в 1910 году, торжественно открыты 29 ноября.
В нижней части они состоят из симметрично расположенных лестничных маршей. Внизу посередине находится небольшой фонтан с маской, из которой струится вода, на марш выше на лестничной площадке в нише находится ещё один небольшой фонтан со скульптурным изображением лягушки и мозаичным дном. Из-за нехватки места верхняя часть лестницы построена несимметрично. Благодаря чередованию лестничных маршей и площадок у пешеходов, поднимающихся или спускающихся по лестнице, постоянно меняется перспектива вида на город.
Лестницы украшены коваными и каменными перилами и канделябрами. Некоторые части лестницы окрашены в зелёный, хотя первоначально были синего цвета. Оригинальные стеклянные шары светильников в 2009 году были заменены на копии.